# Janos Prohaska
Janos Prohaska, ungarisch János Prohászka  (* 10. Oktober 1919 in Budapest, Ungarn; † 13. März 1974 bei Bishop, Kalifornien), war ein ungarisch-amerikanischer Filmschauspieler und Stuntman.

## Leben

### Frühes Leben
Prohaska wanderte bereits in jungen Jahren in die USA aus, um hier eine Karriere im Showbusiness zu beginnen. Nachdem er zu Beginn der 1960er Jahre als Stuntman tätig gewesen war – er war unter anderem das Double von Peter Falk in Eine total, total verrückte Welt von 1963 – feierte er bereits 1960 in einer Episode der kurzlebigen Fernsehserie Bourbon Street Beat sein Debüt als Schauspieler.

### Karriere
Doch schon nach wenigen Filmrollen war klar, dass es Prohaskas wahres Talent war, in menschengroße Affen- oder Bärenkostüme zu schlüpfen und auf diese Weise in Spielfilmen präsent zu sein. Auch gründete er ein kleines Unternehmen, das solche Kostüme produzierte. Lange Zeit noch ehe Rick Baker oder gar Richard Taylor Kreaturen aller Art fürs Fernsehen oder die Kinoleinwand entwarfen, war Prohaska der Experte auf diesem Gebiet.
Als Ende der 1960er Jahre auch Science-Fiction-Filme und -serien populär wurden, musste Prohaska auch oft Außerirdische kreieren und darstellen, und stand so 1965 und 1966 zweimal in Verschollen zwischen fremden Welten vor der Kamera. Ebenfalls erwähnenswert waren Prohaskas vier Auftritte in der Serie Raumschiff Enterprise zwischen 1966 und 1969. Der bekannteste Spielfilm, in dem Prohaska zu sehen war, war der Sci-fi-Film Flucht vom Planet der Affen aus dem Jahr 1971, wo er in seiner Paraderolle, als Affe, zu sehen war.

### Tod
Im März 1974 befanden sich Janos Prohaska und dessen 27-jähriger Sohn Robert Prohaska, der kurz zuvor begonnen hatte, ebenfalls als Schauspieler und Stuntman zu arbeiten, bei Dreharbeiten zur vierteiligen Dokumentation Primal Man im kalifornischen Bishop. Am 13. März 1974 sollte die Filmcrew mit einem Flugzeug zurück nach Los Angeles geflogen werden. Kurz nach dem Start um 20:28 Uhr stürzte die Maschine in den White Mountains ab. Alle 32 Passagiere und die vier Mannschaftsmitglieder kamen ums Leben. Ein weiteres bekanntes Todesopfer war der für einen Emmy nominierte Maskenbildner Rolf Miller. Die Ursache des schwersten Flugzeugunglücks in der Geschichte von Inyo County konnte bis heute nicht aufgeklärt werden.